# Elvira Eisenschneider
Elvira Eisenschneider (* 22. April 1924 in Fischbach; † 6. April 1944 vermutlich im KZ Sachsenhausen) war eine deutsche Widerstandskämpferin gegen den Nationalsozialismus.

## Leben
Als Tochter von Paul Eisenschneider musste sie als Zehnjährige 1934 mit ihrer Mutter Ella in das nahe gelegene autonome Saargebiet fliehen, wo sich ihr Vater seit 1932 aufhielt. Bereits am 7. März 1933 war, während einer Haussuchung nach Elviras Vater, die Mutter so schwer misshandelt worden, dass sie bleibende Schäden davontrug. Im Herbst 1936 gelangte die Familie über Frankreich und Großbritannien in die Sowjetunion. Während Elviras Vater nach dem Besuch der Internationalen Lenin-Schule in Moskau 1936 zur illegalen Arbeit nach Deutschland zurückkehrte und im November 1936 verhaftet und später zu einer lebenslangen Zuchthausstrafe verurteilt wurde, kam ihre Mutter in die Obhut sowjetischer Ärzte und sie selbst in das internationale Kinderheim nach Iwanowo. Hier wurde sie Komsomol-Mitglied und bereitete sich auf ein Studium am Literaturwissenschaftlichen Institut in Moskau vor.
Nach dem Überfall der Wehrmacht auf die Sowjetunion ließ sich Eisenschneider als Sanitäterin ausbilden und begleitete im Herbst 1941 einen Evakuierungstransport von Moskau nach Tscheljabinsk. Sie erteilte zudem sowjetischen Offizieren Deutschunterricht. 1942 meldete sie sich nach ihrem 18. Geburtstag als Freiwillige zur Roten Armee. Sie erhielt eine Ausbildung zur Fallschirmspringerin und Aufklärerin und übernahm einige Partisaneneinsätze hinter der Front. Im Sommer 1943 sprang sie mit dem Fallschirm hinter der Front in Deutschland ab. Es soll ihr gelungen sein, bis in die Pfalz zu gelangen, jedenfalls wurden von dort einige ihrer Funksprüche dokumentiert. Am 23. Februar 1944 wurde sie im Ruhrgebiet verhaftet und am 6. April 1944 in einem Konzentrationslager erschossen.

## Ehrungen

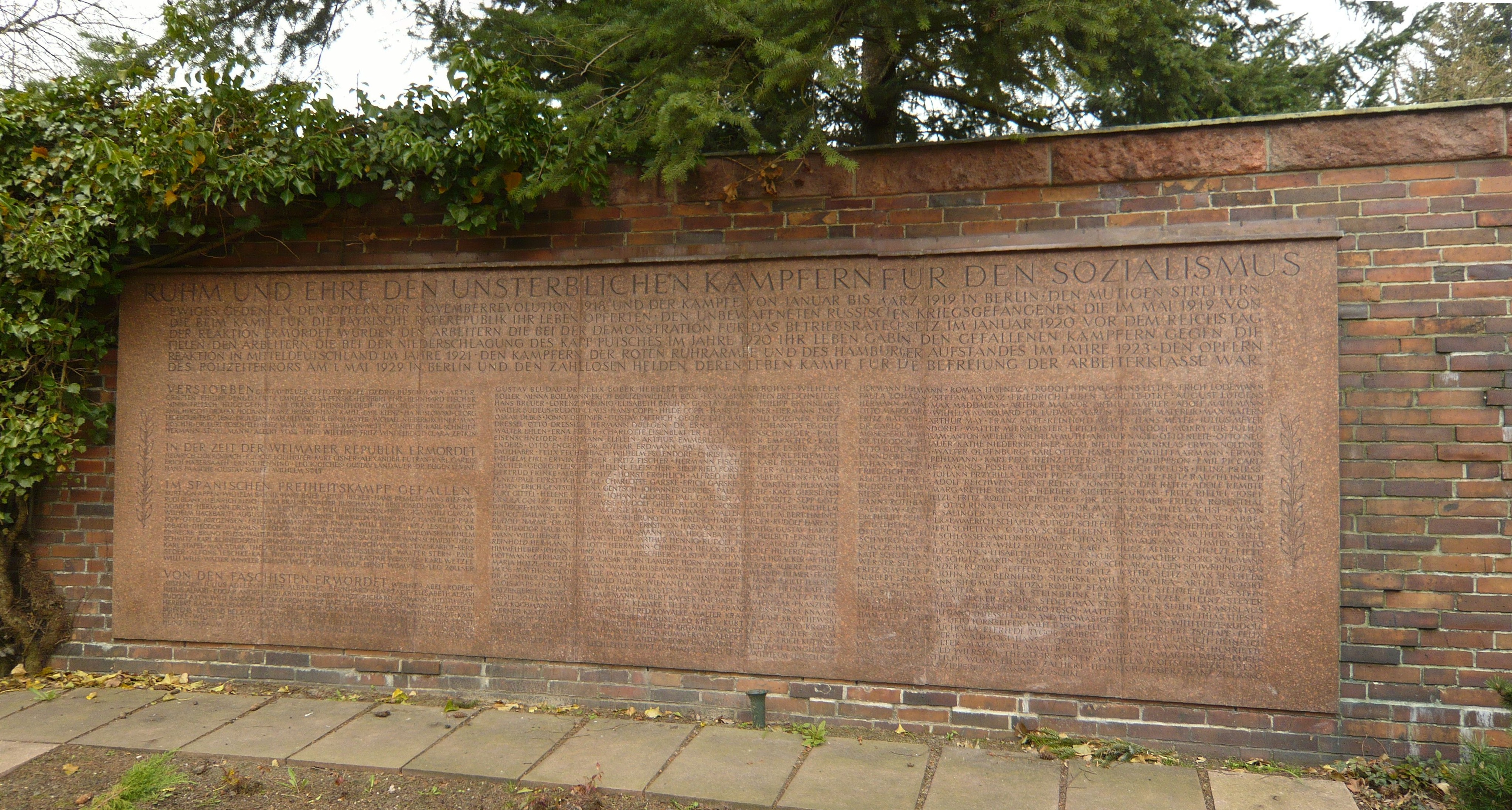
Große Gedenktafel an der Ringmauer. In der Originalgröße sind die Namen von Elvira und Paul Eisenschneider in der zweiten Spalte von links, Zeilen 7 und 8 lesbar.

- Die Namen von Elvira Eisenschneider und ihrem Vater Paul Eisenschneider sind auf der großen Gedenktafel der  Gedenkstätte der Sozialisten auf dem Berliner Zentralfriedhof Friedrichsfelde im Stadtteil Lichtenberg eingraviert.
- Die Deutsche Post der DDR gab 1961 eine Sondermarke zu Ehren von Elvira Eisenschneider heraus.
- Das Schiff ROS 404 Elvira Eisenschneider war vom 30. September 1966 bis Mai 1987 im Einsatz.[2][3] Es war ein Zubringertrawler der „Artur Becker“-Baureihe.